# Pauridiantha
Pauridiantha là một chi thực vật có hoa trong họ Thiến thảo (Rubiaceae).

## Loài
Chi Pauridiantha gồm các loài: